# サンバーナーディーノ郡 (カリフォルニア州)
サンバーナーディーノ郡（英: San Bernardino County）は、アメリカ合衆国カリフォルニア州南部の郡である。郡庁所在地はサンバーナーディーノである。面積は大陸部アメリカ合衆国の中で最大の郡であり、合衆国の州と比較しても9つの州より大きく、また小さい4つの州を合わせたよりも大きい。人口は218万1654人（2020年） 。
カリフォルニア州の南東部にあり、ネバダ州との州境やコロラド川沿いのほとんど人の住まない砂漠や山岳部から、人口密度の高いリバーサイド・サンバーナーディーノ都市圏まで拡がっている。インランド・エンパイア地域の一部と考えられている。

## 歴史

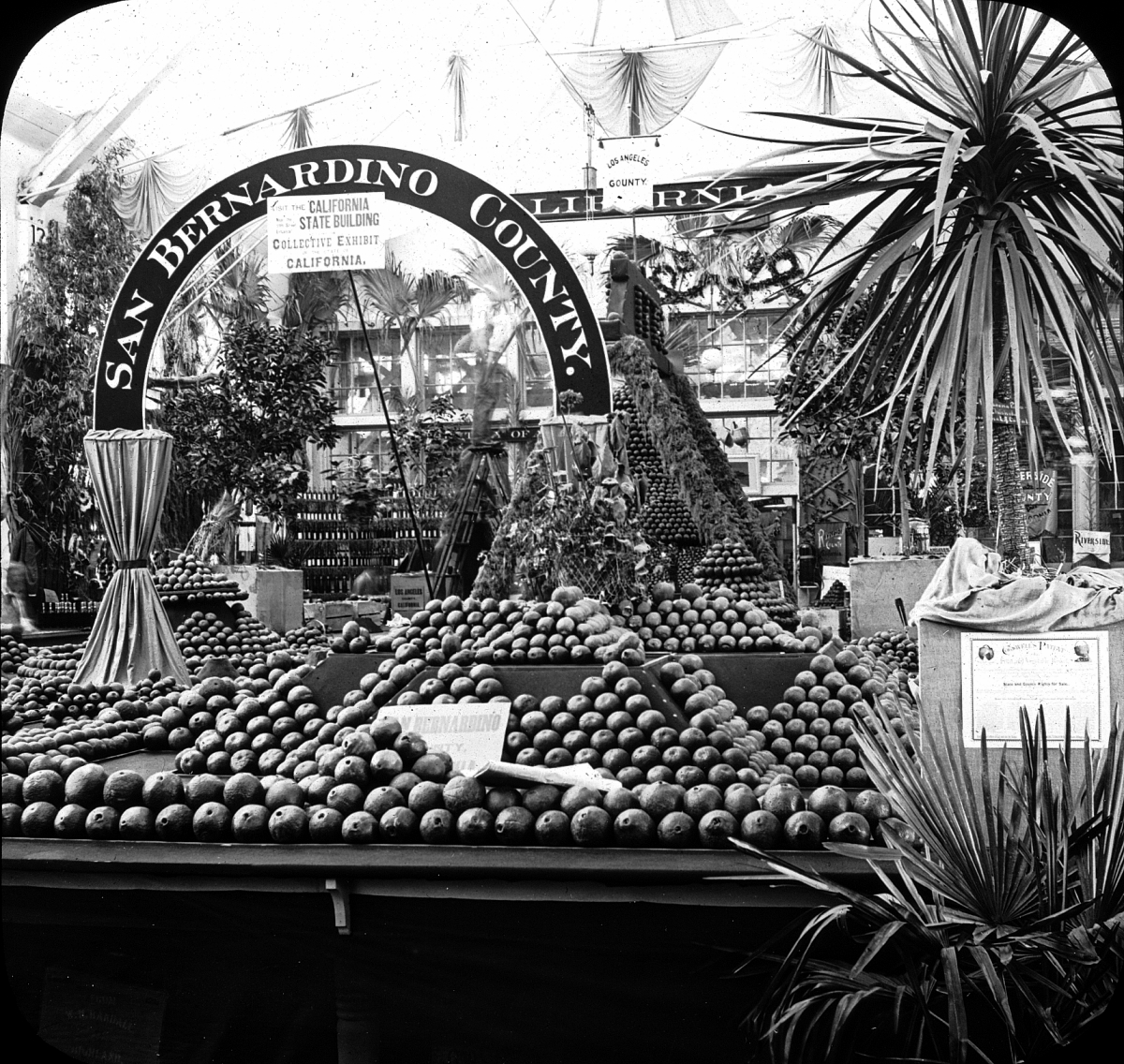
1893年にシカゴで開催されたワールド・コロンビアン博覧会に出展されたサンバーナーディーノ郡の園芸品

1810年5月20日、シエナの聖ベルナルディヌス（Bernardino of Siena）の祝祭日に、フランシスコ・ドゥメス神父がこの地をサンバーナーディーノと名付けた。1853年にロサンゼルス郡の一部からサンバーナーディーノ郡が設立された。1893年には郡内の一部の土地がリバーサイド郡に割譲された。

## 地理

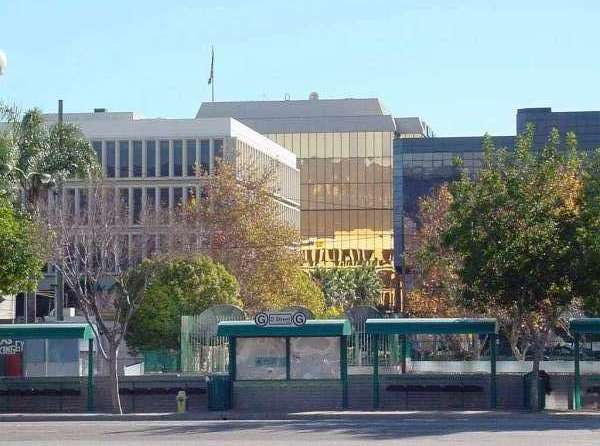
サンバーナーディーノ市中心街

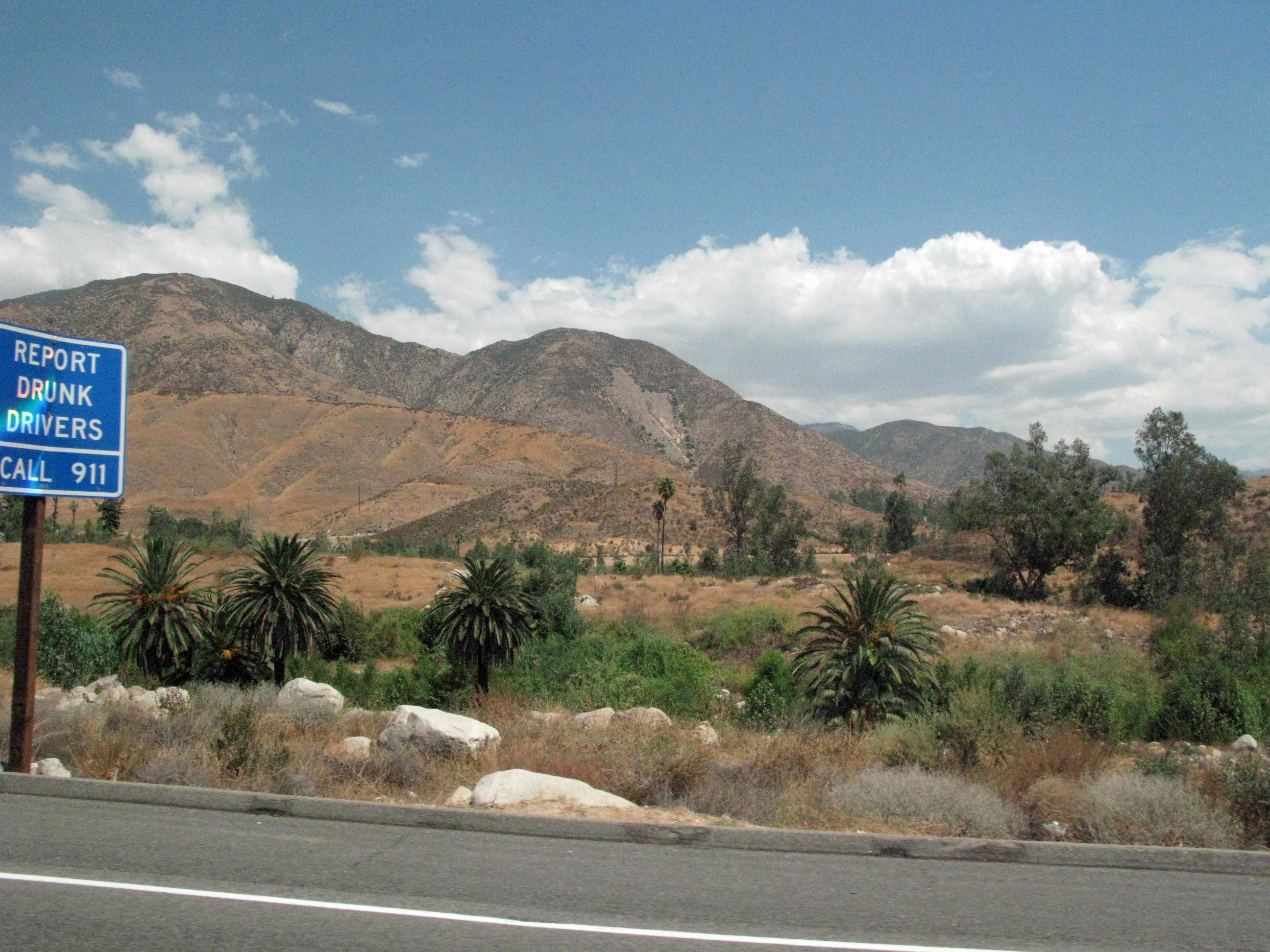
アローヘッド山はアローヘッド湖などの名称に、その景観がサンバーナーディーノ郡章など多くの象徴として使われている。

サンバーナーディーノ郡は南カリフォルニアにあり、リバーサイド郡と共にインランド・エンパイア地域を構成している。面積は2万平方マイル (52,000 km2) を超えており、メリーランド州、デラウェア州、ロードアイランド州およびマサチューセッツ州を合わせたよりも僅かに大きい。ネバダ州とアリゾナ州と境を接する唯一の郡であり、複数の州と接する2つしかない郡の1つでもある（もう1つはカリフォルニア州北東隅のモドック郡であり、ネバダ州とオレゴン州と接している）。
モハーヴェ国立保護区が特に州間高速道路15号線と同40号線の間に位置する東部砂漠の幾つかに跨っている。この砂漠地帯にはコロラド川に沿ったニードルズ市や、州間高速道路15号線と同40号線接続部に位置するバーストウ市もある。デスバレーの西部、郡内の北西部にはトロナがある。デスヴァレー国立公園は大半がインヨー郡内にあるが、一部はサンバーナーディーノ郡内に掛かっている。郡内にあるモハーヴェ砂漠で最大の都市圏はビクター・バレーであり、この中にはビクタービル、ヘスペリア、アップルバレーなどの都市が含まれている。その南にはジョシュア・ツリー国立公園がトウェンティナインパームズ近くで郡に掛かっている。トウェンティナインパームズの近くおよび西にはユッカバレー、ジョシュアツリーおよびモロンゴバレーの各地域社会がある。
サンバーナディーノ山脈にはサンバーナーディーノ国立の森があり、クレストライン、レイクアローヘッド、ランニングスプリングス、ビッグベアシティ、フォレストフォールズおよびビッグベアレイクの各地域社会がある。
サンバーナーディーノ・バレーがサンガブリエル・バレーの東端にある。このバレーには、オンタリオ、チノ、チノヒルズ、アップランド、フォンタナ、リアルト、コルトン、グランドテラス、ランチョクカモンガ、サンバーナーディーノ、ロマリンダ、ハイランド、レッドランズおよびユカイパの各地域社会がある。

### 国定自然保護地域
- エンジェルス国立の森（一部）
- デスヴァレー国立公園（一部）
- ハバス国立野生生物保護区（一部）
- ジョシュア・ツリー国立公園（一部）
- モハーヴェ国立保護区
- サンバーナーディーノ国立の森（一部）

### 隣接する郡
- ロサンゼルス郡 南西
- カーン郡 北西
- インヨー郡 北
- リバーサイド郡 南
- オレンジ郡 南西
- クラーク郡 (ネバダ州) 北東
- モハーヴェ郡 (アリゾナ州) 東
- ラパス郡 (アリゾナ州) 南東

## 都市
- サンバーナーディーノ（郡庁所在地）
- フォンタナ
- オンタリオ
- ランチョクカモンガ
- ビクタービル
- リアルト
- ヘスペリア
- チノ
- チノヒルズ
- アップランド
- アップルバレー
- レッドランズ
- ハイランド
- コルトン
- ユカイパ
- モントクレア
- アデラント
- トウェンティナインパームズ
- ロマリンダ
- バーストウ
- ユッカバレー
- グランドテラス
- ビッグベアレイク
- ニードルズ

## 人口動態
以下は2000年国勢調査による人口統計データである。
| 基礎データ - 人口: 1,709,434人 - 世帯数: 528,594世帯 - 家族数: 404,374家族 - 人口密度: 33人/km2（85人/mi2） - 住居数: 601,369軒 - 住居密度: 12軒/km2（30/mi2） 人種別人口構成 - 白人: 58.9% - アフリカン・アメリカン: 9.1% - ネイティブ・アメリカン: 1.2% - アジア人:4.7% - 太平洋諸島系: 0.3% - その他の人種: 20.8% - 混血: 5.0% - ヒスパニック・ラテン系: 39.2% - ドイツ系アメリカ人: 8.3% - イングランド系アメリカ人: 5.5% - アイルランド系アメリカ人: 5.1% 主たる言語による人口構成 - 英語: 66.1% - スペイン語: 27.7% - タガログ語: 1.1% | 年齢別人口構成 - 18歳未満: 32.3% - 18-24歳: 10.3% - 25-44歳: 30.2% - 45-64歳: 18.7% - 65歳以上: 8.6% - 年齢の中央値: 30歳 - 性比（女性100人あたり男性の人口） - 総人口: 99.6 - 18歳以上: 97.2 世帯と家族（対世帯数） - 18歳未満の子供がいる: 43.7% - 結婚・同居している夫婦: 55.8% - 未婚・離婚・死別女性が世帯主: 14.8% - 非家族世帯: 23.5% - 単身世帯: 18.4% - 65歳以上の老人1人暮らし: 6.6% - 平均構成人数 - 世帯: 3.2人 - 家族: 3.6人 収入と家計 - 収入の中央値 - 世帯: 42,066米ドル - 家族: 46,574米ドル - 性別 - 男性: 37,025米ドル - 女性: 27,993米ドル - 人口1人あたり収入: 16,856米ドル - 貧困線以下 - 対人口: 15.8% - 対家族数: 12.6% - 18歳未満: 20.6% - 65歳以上: 8.4% |

## 交通

### 主要高規格道路
| - 州間高速道路10号線 - 州間高速道路15号線 - 州間高速道路40号線 - 州間高速道路215号線 - アメリカ国道95号線 - アメリカ国道395号線 - アメリカ国道66号線 - カリフォルニア州道18号線 | - カリフォルニア州道38号線 - カリフォルニア州道58号線 - カリフォルニア州道60号線 - カリフォルニア州道62号線 - カリフォルニア州道66号線 - カリフォルニア州道71号線 - カリフォルニア州道83号線 - カリフォルニア州道127号線 | - カリフォルニア州道138号線 - カリフォルニア州道142号線 - カリフォルニア州道173号線 - カリフォルニア州道178号線 - カリフォルニア州道189号線 - カリフォルニア州道210号線 - カリフォルニア州道247号線 - カリフォルニア州道259号線 - カリフォルニア州道330号線 |

### 公共交通
- バーストウ地域交通、バーストウ市と周辺郡部で運行。
- モロンゴ盆地交通局、ユッカバレー、ジョシュアツリーおよびトウェンティナインパームズ（海軍基地を含む）でバスを運行、パームスプリングスにも運行。
- マウンテンエリア地域交通局、レイクアローヘッドとビッグベア地域で運行、サンバーナーディーノ市中心街にも限定便を運行。
- ニードルズ地域交通、ニードルズ市と周辺郡部で運行。
- オムニトランズ、サンバーナーディーノ郡の都市部、サンバーナーディーノ市、およびモントクレアとユカイパの間で運行。
- ビクターバレー交通局、ビクタービル、ヘスペリア、アデラント、アップルバレーおよび周辺郡部でバス便を運行。
- フットヒル交通、インランド・エンパイア地域とサンガブリエル・バレーおよびロサンゼルス市中心街とを結んでいる。
- オレンジ郡交通局、チノとアーバインおよびブレアとを結んでいる。
- リバーサイド交通局、モントクレアとリバーサイド郡とを結んでいる。
- 郡内はグレイハウンドのバスやアムトラックの列車が走っている。通勤鉄道のメトロリンクが郡の都市部とロサンゼルス、オレンジ、リバーサイド各郡とを結んでいる。

### 空港
- 商業旅客便はオンタリオ国際空港から利用できる
- サンバーナーディーノ国際空港が現在改修中であり、今後は国際空港として機能する。州間高速道路215号線や同10号線からアクセスできる。ターミナルの建設は完了しており、商業便を運行する航空会社を選定中である。
- 南カリフォルニア物流空港、ビクタービルにあり、主要な貨物便と一般用途空港である
- 郡内の一般用途空港: アップルバレー空港、ベイカー空港、バーストウ・ダゲット空港、チノ空港、ニードルズ空港、トウェンティナインパームズ空港
- その他の一般用途空港: ビッグベアシティ空港、ケーブル空港（アップランド）、ヘスペリア空港[4]、レッドランズ市民空港

## 教育

### カレッジと大学
- バーストウ・コミュニティ・カレッジ
- ブランドマン大学オンタリオ校
- カリフォルニア州立大学サンバーナーディーノ校
- チャフィー・カレッジ
- クラフトンヒルズ・カレッジ
- ロマリンダ大学
- ナショナル大学オンタリオ校
- ナショナル大学サンバーナーディーノ校
- パロヴェルデ・コミュニティ・カレッジ・ニードルズ校
- パイオニア大学、オログランデ校
- サンバーナーディーノ・バレー・カレッジ
- ラベルヌ大学
- レッドランズ大学
- ビクター・バレー・カレッジ

### 図書館
サンバーナーディーノ郡にはサンバーナーディーノ郡図書館システムがあり、郡内の34支所と、ビクタービル、リバーサイド郡、マリエータ、モレノバレーおよびデザート・カレッジの支所からなっている。支所では無料インターネットアクセス、24時間週7日間の参照サービス、生体記録、子供向けLITE（読み書き、情報、技術、教育）センター、及び読み書き学習のようなサービスが提供されている。
1898年に建設されたレッドランズのA・K・スマイリー公共図書館など市が後援する公共図書館も郡内にある。その他郡内の公共図書館としては、サンバーナーディーノ市公共図書館、ランチョクカモンガ公共図書館、アップランド公共図書館、モントクレア公共図書館、コルトン市図書館、アップルバレー公共図書館およびオンタリオ市図書館がある。

## 政府と政治
サンバーナーディーノ郡は政治的に拮抗した郡であり、近年の選挙では二大政党の候補者が交互に勝利している。2008年の大統領選挙ではバラク・オバマが有効投票数の過半数を制し、1992年と1996年の選挙ではビル・クリントンが多数を取って、民主党がこの郡を制した。2000年と2004年の選挙ではジョージ・W・ブッシュが多数を取り、共和党が制した。郡内はラテン系が多く民主党よりの地域と、より保守的な共和党よりの地域に二分されている。ラテン系住民の多いオンタリオ、サンバーナーディーノ各市は2004年でも民主党を支持したが、比較的低い投票率だった。2006年にサンバーナーディーノ市人口が21万人を越したが、2004年の選挙で投票したのは42,520人に過ぎなかった。2006年、共和党の強いランチョクカモンガ市は人口145,000人を超えていたが、そのうち53,054人が投票した。
アメリカ合衆国下院議員の選挙ではカリフォルニア州第43選挙区の全区と、第25、第26、第41および第42選挙区の一部が郡内に入っている。民主党のジョー・ベカが議員を務める第43選挙区を除き、他は全て共和党議員が占めている。
カリフォルニア州議会下院議員の選挙では、第32および第34選挙区のごく一部、第36、第59、第60、第61および第65選挙区の部分、および第62選挙区の全区が郡内に入っている。民主党議員が務める第61および第62選挙区を除き、他の全ては共和党議員が務めている。
カリフォルニア州議会上院議員の選挙では、第17、第18、第29、第31および第32選挙区の部分が郡内に入っている。これらは全て共和党議員が務めている。
2008年11月4日、同性結婚を禁じるカリフォルニア州憲法修正案第8号に対して、サンバーナーディーノ郡は67%が賛成した。
カリフォルニア州務省に拠ると2009年5月時点で郡内には806,589人の登録有権者がいる。この中で324,857人（40.28%）は民主党支持と、306,203人（37.96%）は共和党支持と登録され、残りは少数政党支持か、言明を避けた者である。

## 公衆安全

### 警察

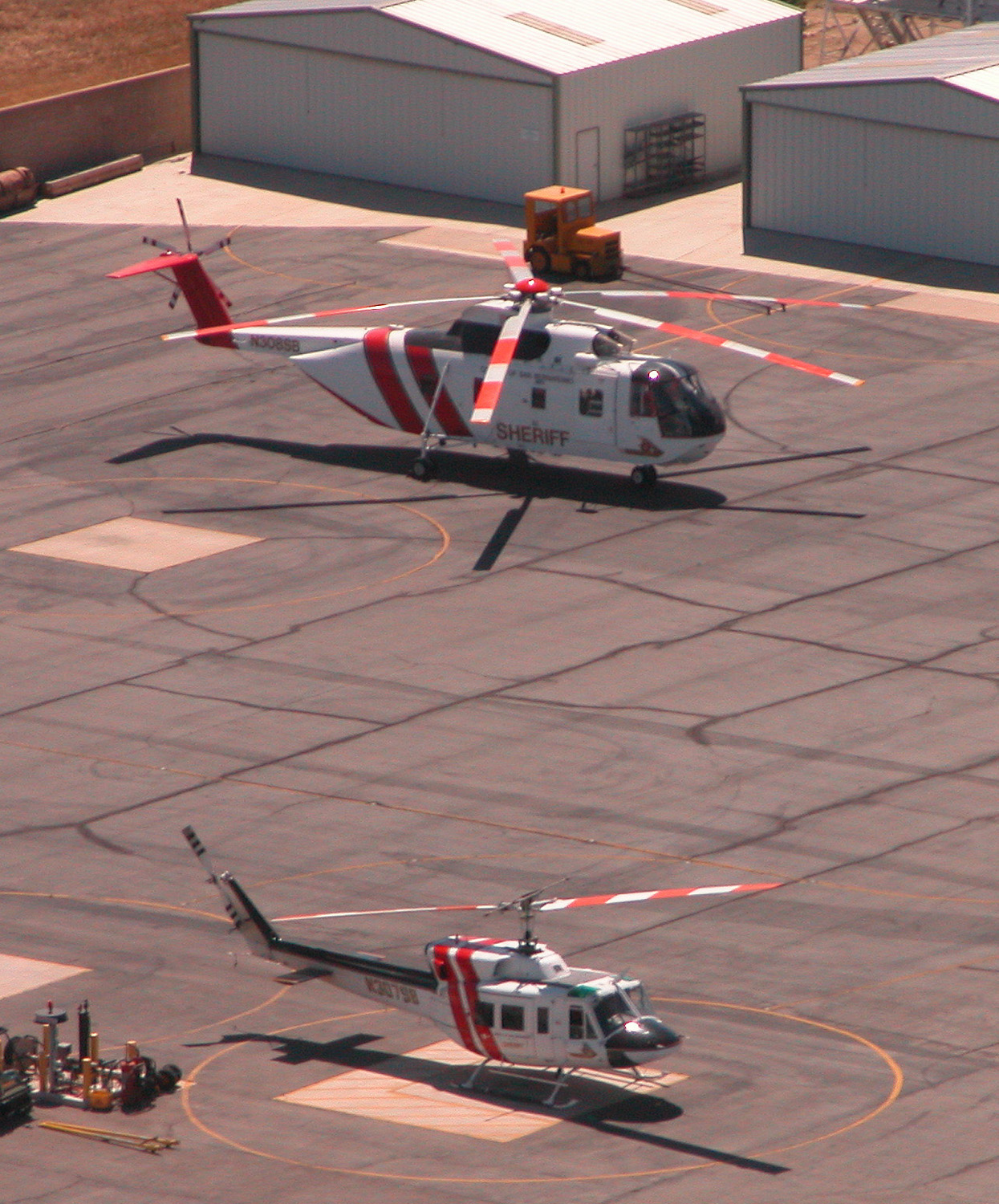
サンバーナーディーノ郡保安部はかなりの数のヘリコプター部隊を所有している。写真はリアルト本部にあるベル 212（手前）とシコルスキー S-61

郡の主要警察機関はサンバーナーディーノ郡保安部である。郡内の未編入領域と14の契約市で警察任務を遂行しており、郡刑務所を運営し、郡最高裁判所では保安任務を行い、郡内住人のために他にも多くの任務を担っている。
サンバーナーディーノ郡保安部のフィル・ブラウン部長は、ハイ砂漠など郡内の遠隔地ではギャングの活動が活発になっていると語った。チカーノ・ギャングとアフリカ系アメリカ人ギャングの間の人種的緊張関係がインランド・エンパイア地域で劇的に高まり、田園部でも影響が出ている。ブラウンは「より遠隔地に進出しており、ギャングに対抗するギャングになっている。一般大衆に対する暴力が増え、手当たり次第になりつつある...」と語った。

### 犯罪統計
保安部に拠る2005年の犯罪統計は以下の通りである。
| - 殺人: 27 - 強姦: 71 - 強盗: 177 - 加重暴行: 782 |  | - 夜盗: 2,063 - 窃盗: 2,997 - 自動車窃盗: 1,714 |

### 消防
郡はサンバーナーディーノ郡統合消防地区（通常はサンバーナーディーノ郡消防部と呼ばれる）を運営している。この部は郡内未編入領域で一部独立した消防地区を持っている地域を除く地域、また部と契約した幾つかの都市に対し、消火、救急および緊急医療サービスを提供している。

## 環境の品質
カリフォルニア州検事総長ジェリー・ブラウン（2011年からカリフォルニア州知事）が2007年4月に郡を提訴した。これはカリフォルニア州環境品質法の下で、3月に承認された郡の25年間成長計画が地球温暖化の影響を捉えていないというものだった。生物多様性センター、シエラクラブ、およびオーデュボン協会も別件で提訴した。原告団の首席弁護士であるブレンダン・カミングスに拠れば、「サンバーナーディーノ郡は好まないプロジェクトは行わない。判で捺したような発展を描いている。フロンティア精神そのものである」と語った。原告団は郡の成長計画の環境影響評価を書き直し、温室効果ガスを計測しそれを減らす方法を含めるよう求めている。
郡スポークスマンのデイビッド・ワートに拠れば、郡内の15%しか郡によってコントロールされてはおらず、残りは都市、連邦政府および州政府の土地である。しかし、郡は雇用の中心であるのが任務であり交通回廊近く住宅を確保して交通量を減らし、コンパクトな開発と大量輸送手段を促進するのが課題だと言っている。郡は法廷闘争のために325,000ドルを準備している。
州と郡は2007年8月に和解に達した。郡はその全体計画に温室効果ガスの排出一覧と削減目標など、温室効果ガス排出量削減計画を含めるようその総合計画を修正することに合意した。

## 見どころ
- モハーヴェ国立保護区
- キャリコ・ゴーストタウン、州間高速道路15号線経由でバーストウの北東にある。
- Zzyzx、以前は健康用温泉で現在は砂漠研究センターとなっている小さな砂漠開拓地
- ジョシュア・ツリー国立公園
- サンバーナーディーノ国立の森、ビッグベア湖アウトドア活動の本拠
- ゴールドストーン深宇宙通信複合施設
- スノーサミットとベア山、南カリフォルニアでは有数のスキー・リゾート。実際にはロサンゼルス郡内にあるハイ山はサンバーナーディーノ郡に近いので、スノーサミットやベア山に代わりうるものである。

## 著名な住人と出身者
- ジョン・フォアマン、シンガーソングライター、バンド「スウィッチフット」のメンバー
- アール・W・バスコム、発明家、ロデオ・チャンピオン、カリフォルニア州ロデオ殿堂入り、俳優、画家/彫刻家、「現在ロデオの父」、オンタリオとビクターバレーに住んだ
- グラン・ベル、タコベルの設立者
- スーザン・イーストン・ブラック、著作家
- フランク・ボガート、ロデオのアナウンサー、パームスプリングス市長（1958年-1966年）、ライトウッドで育った
- ロン・カーター、著作家
- ロニー・ロット、アメリカンフットボール殿堂入り、リアルトで育った
- ランドン・ドノバン、プロサッカー選手、アメリカ代表、メジャーリーグサッカーのロサンゼルス・ギャラクシー
- ジェイムズ・アープ、ドッジシティの「戦うアープ兄弟」の一人、サンバーナーディーノ市のマウンテンビュー墓地に埋葬
- モーガン・アープ、連邦保安官、アリゾナ州トゥームストーンで殺害された、コルトンのヘルモサ庭園墓地に埋葬
- ニコラス・ポーター・アープ、治安判事、検察医、説教師、酒場経営者、賭博師、「戦うアープ兄弟」の父親
- バージル・アープ、「戦うアープ兄弟」の一人、連邦保安官、コルトンに住んだ
- ワイアット・アープ「戦うアープ兄弟」の一人、サンティモテオ・キャニオン、コルトンおよびビダルに住んだ、カリフォルニア州アープの町の名前の由来、近くのホィップルに金山を持っていた
- テネシー・アーニー・フォード、ラジオのアナウンサー、カントリーとゴスペルの歌手、テレビ司会者、ビクタービル、オログランデおよびサンバーナーディーノに住んだ
- キューバ・グッディング・ジュニア、アカデミー賞を受賞した俳優、アップルバレーに住んだ
- ジーン・ハックマン、ハリウッドの俳優、アカデミー賞を受賞、サンバーナーディーノ市生まれ
- ジェファーソン・ハント、アメリカ陸軍モルモン大隊士官、西部開拓者、州議会議員、サンバーナーディーノ郡の父、カリフォルニア州兵の准将
- ウィル・ジェイムズ、画家、イラストレーター、著作家、アップルバレーに住んだ
- エリック・コストン、プロのスケートボード選手、タイ王国のバンコク生まれ、サンバーナーディーノで育った
- エディー・ローソン、グランプリ・モーターサイクル選手、世界チャンピオン4度
- ジョン・ウォーカー・リンド、「アメリカのタリバン」、現在はADX Florenceに収監
- アマサ・ライマン、サンバーナーディーノ初代市長、モルモン教十二使徒
- ビディ・メイソン、元奴隷、看護師、助産師、カリフォルニア州で最も裕福な女性になった、第一アフリカン・メソジスト教会設立に貢献、モルモン開拓者としてサンバーナーディーノ市に来て住んだ
- ディックとマック・マクドナルド、マクドナルドとなった会社のファーストフード開発者
- メリーナ・ペレス、プロレスラー
- ジム・パイク、歌手、「レターマン」再結成
- ティム・パワーズ、ファンタジー作家
- ロイ・ロジャーズとデイル・エバンス、西部劇俳優、ロデオのプロデューサー、アップルバレーに住んだ
- スパイク (ピーナッツ)、ニードルズ地域出身とされる漫画登場犬
- ランディ・ローズ、ギターの天才、オジー・オズボーンのブリザード・オブ・オズで演奏、マウンテンビュー墓地に埋葬
- ボビー・シャーマン、俳優
- チャールズ・C・リッチ、サンバーナーディーノ創設者の一人、モルモン教十二使徒
- クレオン・スカウセン、FBIのエージェント、警察署長、弁護士、著作家、説教師、サンバーナーディーノ市に住んだ
- ジョセフ・F・スミス、宗教指導者、末日聖徒イエス・キリスト教会の第6代大官長になった、1850年代にモルモンスプリングス（現在のクレストライン）に住み働いた
- ジョン・チャールズ・トーマス、ブロードウェイのバリトン歌手、アップルバレーに住んだ
- スリー・バーズ、サラブレッドの種馬、アメリカン・クォーター・ホースの殿堂入り、アップルバレーに住んだ
- ダレン・コリソン、NBA選手、ニューオーリンズ・ホーネッツ、ランチョクカモンガで育ち、エティワンダ高校で学んだ、カリフォルニア大学ロサンゼルス校でプレイする奨学金を得た
- ニューボーイズ、ラップのデュオ